# Taggig svartbagge
Taggig svartbagge (Eledonoprius armatus) är en skalbaggsart som först beskrevs av Georg Wolfgang Franz Panzer 1799.  Taggig svartbagge ingår i släktet Eledonoprius, och familjen svartbaggar. Enligt den svenska rödlistan är arten akut hotad i Sverige. Arten förekommer i Götaland. Artens livsmiljö är skogslandskap, jordbrukslandskap.